# Трипотамос (Кукуш)
Трипотамос (грч. Τριπόταμος) је насељено место у општини Кукуш у периферији Средишња Македонија, Грчка. Према попису из 2021. године било је 6 становника.
Трипотамос је 1913. године имао 137 житеља Турака. Године 1924. турско становништво је принудно исељено у Турску а на њихово место су насељене грчке избегличке породице из Турске. На попису из 1928. године Трипотамос је имао 95 становника. Село се раније звало Фанарли.